# Neuseeland-Rundfahrt der Frauen
Die Neuseeland-Rundfahrt der Frauen (NZCT Women's Tour of NZ) war ein Rad-Etappenrennen, das seit 2005 im Februar oder März ausgetragen wurde. Die Tour umfasste, jährlich unterschiedlich, drei bis fünf Etappen, immer mit einer anderen Streckenführung. Im UCI-Kalender der Saison 2012 war es in Kategorie 2.2 eingestuft.

## Palmarès
| - 2015 Tayler Wiles - 2014 ausgefallen - 2013 ausgefallen - 2012 Evelyn Stevens - 2011 Judith Arndt - 2010 Shelley Olds | - 2009 Amber Halliday - 2008 Kristin Armstrong - 2007 Judith Arndt - 2006 Sarah Ulmer - 2005 Catherine Sell |